# Sandra Alonso
Sandra Alonso Domínguez (México, 19 de agosto de 1998 -desde 1999 residente en Torrevieja, Alicante-) es una ciclista profesional española.

## Inicios
En categorías inferiores destacó ganando el Campeonato de España en Ruta, Persecución y Scratch en categoría cadete en 2014. Posteriormente, fue 3.ª en el Campeonato de España en Ruta júnior y en la Copa de España júnior en 2015. En el año siguiente, fue campeona de la Copa de España júnior y 2.ª en el Campeonato de España en Ruta júnior.  Con estos resultados tuvo acceso al Mundial en Ruta júnior celebrado en Catar, donde terminó en octava posición. En el año 2017 fichó por el equipo amateur Bioracer-Elkar Kirolak accediendo de esta manera a un amplio calendario nacional. Ese mismo año, ganó el Campeonato de España Persecución. y, además, ganó la Copa de España sub-23  con solo 19 años y en su debut en la categoría.

## Carrera profesional
Gracias a sus buenos resultados en el ciclismo en ruta en España en 2017, debutó como profesional con el Bizkaia Durango-Euskadi Murias en el año 2018.
Después de correr la temporada 2020 en el Cronos Casa Dorada, regresó al Bizkaia Durango para la temporada 2021. Finalmente, en el año 2022 se incorpora al equipo alemán Ceratizit-WNT Pro Cycling con un contrato de tres años.
En el año 2021, según los datos de la UCI, ocupó en el ciclismo femenino el puesto 157 del ranking internacional y el puesto 6 en el nacional de España.
El 25 de junio de 2025 anunció su primer embarazo, siendo el padre el exciclista Fran Ventoso.

## Palmarés

### Pista
2017
- Campeonato de España Persecución

### Ruta
2021
- 1 etapa de la Setmana Ciclista Valenciana

2022
- 3.ª en el Campeonato de España Contrarreloj
- 2.ª en el Campeonato de España en Ruta
- 3.ª en los Juegos Mediterráneos en Ruta

2023
- 3.ª en el Campeonato de España Contrarreloj

2024
- 1 etapa del Tour de Normandía
- 2.ª en el Campeonato de España Contrarreloj
- 1 etapa del Tour de Turingia femenino
- Tour de Guangxi

## Grandes Vueltas y Campeonatos del Mundo
Durante su carrera deportiva ha conseguido los siguientes puestos en las Grandes Vueltas femeninas y en los Campeonatos del Mundo en carretera:
| Carrera              | Carrera              | 2018  | 2019  | 2020 | 2021  | 2022 | 2023 | 2024 | 2025 |
| -------------------- | -------------------- | ----- | ----- | ---- | ----- | ---- | ---- | ---- | ---- |
|                      | Giro de Italia       | 126.ª | 112.ª | Ab.  | F. c. | —    | —    | —    | —    |
|                      | Tour de l'Aude       | X     | X     | X    | X     | X    | X    | X    | X    |
|                      | Tour de Francia      | X     | X     | X    | X     | 44.ª | 92.ª | 83.ª | —    |
|                      | Vuelta a España      | 65.ª  | 66.ª  | 46.ª | 74.ª  | 45.ª | —    | —    | —    |
| Mundial en Ruta      | Mundial en Ruta      | —     | —     | 98.ª | —     | Ab.  | 48.ª | —    | —    |
| Mundial Contrarreloj | Mundial Contrarreloj | —     | —     | —    | —     | 31.ª | 42.ª | —    | —    |

—: no participa
Ab.: abandono
F. c.: fuera de control

X: ediciones no celebradas
La Vuelta a España Femenina conocida como Challenge by La Vuelta de 2015 a 2022.

## Equipos
- Bizkaia Durango (2018-2019)
  - Bizkaia Durango-Euskadi Murias (2018)
  - Bizkaia Durango (2019)
- Cronos Casa Dorada (2020)
- Bizkaia Durango (2021)
- Ceratizit-WNT Pro Cycling (2022-)
  - Ceratizit–WNT Pro Cycling (2022-2024)
  - Ceratizit Pro Cycling (2025)